# Campionatul Mondial de Fotbal 2018 Grupa C
Grupa C de la Campionatul Mondial de Fotbal 2018 a avut loc în perioada 16-26 iunie 2018. Grupa a constat din Franța, Australia, Peru, și Danemarca. Clasate pe primele două locuri, Franța și Danemarca au avansat în runda optimilor.

### Echipe
| Poziția tragerii | Echipa    | Bol | Confederația | Metoda calificării                             | Data calificării  | Apariții în turneul final | Ultima apariție              | Cea mai bună performanță                        | Clasamentul FIFA | Clasamentul FIFA |
| Poziția tragerii | Echipa    | Bol | Confederația | Metoda calificării                             | Data calificării  | Apariții în turneul final | Ultima apariție              | Cea mai bună performanță                        | octombrie 2017   | iunie 2018       |
| ---------------- | --------- | --- | ------------ | ---------------------------------------------- | ----------------- | ------------------------- | ---------------------------- | ----------------------------------------------- | ---------------- | ---------------- |
| C1               | Franța    | 1   | UEFA         | Câștigătorii UEFA Grupa A                      | 10 octombrie 2017 | 15                        | 2014 (Sferturi de finală)    | Câștigători (1998)                              | 7                | 7                |
| C2               | Australia | 4   | AFC          | Câștigători Play-off-urile inter-continentale  | 15 noiembrie 2017 | 5                         | 2014 (Faza grupelor)         | Runda optimilor (2006)                          | 43               | 36               |
| C3               | Peru      | 2   | CONMEBOL     | Play-off-urile inter-continentale câștigătorii | 15 noiembrie 2017 | 5                         | 1982 (Prima faza a grupelor) | Sferturi de finală (1970), Runda Secundă (1978) | 10               | 11               |
| C4               | Danemarca | 3   | UEFA         | Câștigători UEFA Runda secundă                 | 14 noiembrie 2017 | 5                         | 2010 (Faza Grupelor)         | Sferturi de finală (1998)                       | 19               | 12               |

Note
1. ↑  Clasamentul din octombrie 2017 a fost folosit pentru tragerea la sorți.

## Clasament
| Loc | Echipa        | MJ | V | E | Î | GM | GP | DG | Pct | Calificare                      |
| --- | ------------- | -- | - | - | - | -- | -- | -- | --- | ------------------------------- |
| 1   | Franța (A)    | 3  | 2 | 1 | 0 | 3  | 1  | +2 | 7   | Avansează în Runda eliminatorie |
| 2   | Danemarca (A) | 3  | 1 | 2 | 0 | 2  | 1  | +1 | 5   | Avansează în Runda eliminatorie |
| 3   | Peru (E)      | 3  | 1 | 0 | 2 | 2  | 2  | 0  | 3   |                                 |
| 4   | Australia (E) | 3  | 0 | 1 | 2 | 2  | 5  | −3 | 1   |                                 |

## Meciurile
Toate orele sunt listate la ora Rusiei.

### Franța vs Australia
Cele două echipe s-au întâlnit în patru meciuri anterioare, cel mai recent într-un amical din 2013, o victorie 6-0 pentru Franța.
| Franța                         | 2–1    | Australia          |
| ------------------------------ | ------ | ------------------ |
| Griezmann 58' (pen.) Pogba 81' | Report | Jedinak 62' (pen.) |

| Franța | Australia |

| GK               | 1  | Hugo Lloris (c)   |     |     |
| RB               | 2  | Benjamin Pavard   |     |     |
| CB               | 4  | Raphaël Varane    |     |     |
| CB               | 5  | Samuel Umtiti     |     |     |
| LB               | 21 | Lucas Hernández   |     |     |
| CM               | 12 | Corentin Tolisso  | 76' | 78' |
| CM               | 13 | N'Golo Kanté      |     |     |
| CM               | 6  | Paul Pogba        |     |     |
| RF               | 11 | Ousmane Dembélé   |     | 70' |
| CF               | 10 | Kylian Mbappé     |     |     |
| LF               | 7  | Antoine Griezmann |     | 70' |
| Schimbări:       |    |                   |     |     |
| FW               | 9  | Olivier Giroud    |     | 70' |
| FW               | 18 | Nabil Fekir       |     | 70' |
| MF               | 14 | Blaise Matuidi    |     | 78' |
| Manager:         |    |                   |     |     |
| Didier Deschamps |    |                   |     |     |

| GK               | 1  | Mathew Ryan      |     |     |
| RB               | 19 | Josh Risdon      | 57' |     |
| CB               | 5  | Mark Milligan    |     |     |
| CB               | 20 | Trent Sainsbury  |     |     |
| LB               | 16 | Aziz Behich      | 87' |     |
| CM               | 15 | Mile Jedinak (c) |     |     |
| CM               | 13 | Aaron Mooy       |     |     |
| RW               | 7  | Mathew Leckie    | 13' |     |
| AM               | 23 | Tom Rogic        |     | 72' |
| LW               | 10 | Robbie Kruse     |     | 84' |
| CF               | 11 | Andrew Nabbout   |     | 64' |
| Schimbări:       |    |                  |     |     |
| FW               | 9  | Tomi Juric       |     | 64' |
| MF               | 22 | Jackson Irvine   |     | 72' |
| FW               | 17 | Daniel Arzani    |     | 84' |
| Manager:         |    |                  |     |     |
| Bert van Marwijk |    |                  |     |     |

| Omul meciului: Antoine Griezmann (Franța) Arbitrii asistenți: Nicolás Tarán (Uruguay) Mauricio Espinosa (Uruguay) Al patrulea oficial: Julio Bascuñán (Chile) Al cincelea oficial: Christian Schiemann (Chile) Arbitru asistent video: Mauro Vigliano (Argentina) Arbitrii asistenți ai arbitrului video: Gery Vargas (Bolivia) Hernán Maidana (Argentina) Tiago Martins (Portugalia) |

### Peru vs Danemarca
Cele două echipe nu s-au întâlnit niciodată înainte.
| Peru | 0–1    | Danemarca   |
| ---- | ------ | ----------- |
|      | Report | Poulsen 59' |

| Peru | Danemarca |

| GK             | 1  | Pedro Gallese         |     |     |
| RB             | 17 | Luis Advíncula        |     |     |
| CB             | 2  | Alberto Rodríguez (c) |     |     |
| CB             | 15 | Christian Ramos       |     |     |
| LB             | 6  | Miguel Trauco         |     |     |
| CM             | 13 | Renato Tapia          | 38' | 87' |
| CM             | 19 | Yoshimar Yotún        |     |     |
| RW             | 18 | André Carrillo        |     |     |
| AM             | 8  | Christian Cueva       |     |     |
| LW             | 20 | Edison Flores         |     | 62' |
| CF             | 10 | Jefferson Farfán      |     | 85' |
| Schimbări:     |    |                       |     |     |
| FW             | 9  | Paolo Guerrero        |     | 62' |
| FW             | 11 | Raúl Ruidíaz          |     | 85' |
| MF             | 23 | Pedro Aquino          |     | 87' |
| Manager:       |    |                       |     |     |
| Ricardo Gareca |    |                       |     |     |

| GK          | 1  | Kasper Schmeichel   |       |     |
| RB          | 14 | Henrik Dalsgaard    |       |     |
| CB          | 4  | Simon Kjær (c)      |       |     |
| CB          | 6  | Andreas Christensen |       | 81' |
| LB          | 17 | Jens Stryger Larsen |       |     |
| CM          | 7  | William Kvist       |       | 35' |
| CM          | 10 | Christian Eriksen   |       |     |
| CM          | 8  | Thomas Delaney      | 86'   |     |
| RF          | 20 | Yussuf Poulsen      | 90+3' |     |
| CF          | 9  | Nicolai Jørgensen   |       |     |
| LF          | 23 | Pione Sisto         |       | 67' |
| Schimbări:  |    |                     |       |     |
| MF          | 19 | Lasse Schöne        |       | 35' |
| FW          | 11 | Martin Braithwaite  |       | 67' |
| DF          | 13 | Mathias Jørgensen   |       | 81' |
| Manager:    |    |                     |       |     |
| Åge Hareide |    |                     |       |     |

| Omul meciului: Yussuf Poulsen (Danmemarca) Arbitrii asistenți: Jean Claude Birumushahu (Burundi) Abdelhak Etchiali (Algeria) Al patrulea oficial: Mehdi Abid Charef (Algeria) Arbitru asistent video: Felix Zwayer (Germania) Arbitrii asistenți ai arbitrului video: Bastian Dankert (Germania) Mark Borsch (Germania) Danny Makkelie (Olanda) |

### Danemarca vs Australia
Cele două echipe s-au întâlnit în trei meciuri anterioare, cel mai recent într-un amical în 2012, cu Danemarca predominând 2-0.
| Danemarca  | 1–1    | Australia          |
| ---------- | ------ | ------------------ |
| Eriksen 7' | Report | Jedinak 38' (pen.) |

| Danemarca | Australia |

| GK          | 1  | Kasper Schmeichel   |     |     |
| RB          | 14 | Henrik Dalsgaard    |     |     |
| CB          | 4  | Simon Kjær (c)      |     |     |
| CB          | 6  | Andreas Christensen |     |     |
| LB          | 17 | Jens Stryger Larsen |     |     |
| CM          | 8  | Thomas Delaney      |     |     |
| CM          | 19 | Lasse Schöne        |     |     |
| CM          | 10 | Christian Eriksen   |     |     |
| RF          | 20 | Yussuf Poulsen      | 37' | 59' |
| CF          | 9  | Nicolai Jørgensen   |     | 68' |
| LF          | 23 | Pione Sisto         | 84' |     |
| Schimbări:  |    |                     |     |     |
| FW          | 11 | Martin Braithwaite  |     | 59' |
| FW          | 21 | Andreas Cornelius   |     | 68' |
| Manager:    |    |                     |     |     |
| Åge Hareide |    |                     |     |     |

| GK               | 1  | Mathew Ryan      |  |     |
| RB               | 19 | Josh Risdon      |  |     |
| CB               | 20 | Trent Sainsbury  |  |     |
| CB               | 5  | Mark Milligan    |  |     |
| LB               | 16 | Aziz Behich      |  |     |
| CM               | 15 | Mile Jedinak (c) |  |     |
| CM               | 13 | Aaron Mooy       |  |     |
| RW               | 7  | Mathew Leckie    |  |     |
| AM               | 23 | Tom Rogic        |  | 82' |
| LW               | 10 | Robbie Kruse     |  | 68' |
| CF               | 11 | Andrew Nabbout   |  | 75' |
| Substitutions:   |    |                  |  |     |
| FW               | 17 | Daniel Arzani    |  | 68' |
| FW               | 9  | Tomi Juric       |  | 75' |
| MF               | 22 | Jackson Irvine   |  | 82' |
| Manager:         |    |                  |  |     |
| Bert van Marwijk |    |                  |  |     |

| Omul meciului: Christian Eriksen (Danemarca) Arbitrii asistenți: Pau Cebrián Devís (Spania) Roberto Díaz Pérez (Spania) Al patrulea oficial: Bamlak Tessema Weyesa (Etiopia) Al cincelea oficial: Juan Carlos Mora (Costa Rica) Arbitru asistent video: Mark Geiger (United States) Arbitrii asistenți ai arbitrului video: Jair Marrufo (Statele Unite) Joe Fletcher (Canada) Paolo Valeri (Italia) |

### Franța vs Peru
Cele două echipe s-au întâlnit doar o singură dată, un amical în 1982, câștigat de Peru 1-0.
| Franța     | 1–0    | Peru |
| ---------- | ------ | ---- |
| Mbappé 34' | Report |      |

| Franța | Peru |

| GK               | 1  | Hugo Lloris (c)   |     |     |
| RB               | 2  | Benjamin Pavard   |     |     |
| CB               | 4  | Raphaël Varane    |     |     |
| CB               | 5  | Samuel Umtiti     |     |     |
| LB               | 21 | Lucas Hernández   |     |     |
| CM               | 6  | Paul Pogba        | 86' | 89' |
| CM               | 13 | N'Golo Kanté      |     |     |
| RW               | 10 | Kylian Mbappé     |     | 75' |
| AM               | 7  | Antoine Griezmann |     | 80' |
| LW               | 14 | Blaise Matuidi    | 16' |     |
| CF               | 9  | Olivier Giroud    |     |     |
| Schimbări:       |    |                   |     |     |
| FW               | 11 | Ousmane Dembélé   |     | 75' |
| FW               | 18 | Nabil Fekir       |     | 80' |
| MF               | 15 | Steven Nzonzi     |     | 89' |
| Manager:         |    |                   |     |     |
| Didier Deschamps |    |                   |     |     |

| GK             | 1  | Pedro Gallese           |     |     |
| RB             | 17 | Luis Advíncula          |     |     |
| CB             | 15 | Christian Ramos         |     |     |
| CB             | 2  | Alberto Rodríguez       |     | 46' |
| LB             | 6  | Miguel Trauco           |     |     |
| CM             | 23 | Pedro Aquino            | 81' |     |
| CM             | 19 | Yoshimar Yotún          |     | 46' |
| RW             | 18 | André Carrillo          |     |     |
| AM             | 8  | Christian Cueva         |     | 82' |
| LW             | 20 | Edison Flores           |     |     |
| CF             | 9  | José Paolo Guerrero (c) | 23' |     |
| Schimbări:     |    |                         |     |     |
| FW             | 10 | Jefferson Farfán        |     | 46' |
| DF             | 4  | Anderson Santamaría     |     | 46' |
| FW             | 11 | Raúl Ruidíaz            |     | 82' |
| Manager:       |    |                         |     |     |
| Ricardo Gareca |    |                         |     |     |

| Omul meciului: Kylian Mbappé (Franța) Arbitrii asistenți: Mohamed Al Hammadi (Emiratele Arabe Unite) Hasan Al Mahri (Emiratele Arabe Unite) Al patrulea oficial: Janny Sikazwe (Zambia) Al cincelea oficial: Jerson Dos Santos (Angola) Arbitru asistent video: Daniele Orsato (Italia) Arbitrii asistenți ai arbitrului video: Abdulrahman Al-Jassim (Qatar) Taleb Al Maari (Qatar) Szymon Marciniak (Polonia) |

### Danemarca vs Franța
Cele doua echipe s-au confruntat anterior în 15 partide, inclusiv două meciuri din faza grupelor Cupei Mondiale, în 1998, câștigat de Franța cu 2–1, și în 2002, câștigat de Danemarca cu 2–0.
| Danemarca | 0–0    | Franța |
| --------- | ------ | ------ |
|           | Report |        |

| Danemarca | Franța |

| GK          | 1  | Kasper Schmeichel   |       |       |
| RB          | 14 | Henrik Dalsgaard    |       |       |
| CB          | 4  | Simon Kjær (c)      |       |       |
| CB          | 6  | Andreas Christensen |       |       |
| LB          | 17 | Jens Stryger Larsen |       |       |
| CM          | 8  | Thomas Delaney      |       | 90+2' |
| CM          | 13 | Mathias Jørgensen   | 45+2' |       |
| CM          | 10 | Christian Eriksen   |       |       |
| RF          | 23 | Pione Sisto         |       | 60'   |
| CF          | 21 | Andreas Cornelius   |       | 75'   |
| LF          | 11 | Martin Braithwaite  |       |       |
| Schimbări:  |    |                     |       |       |
| FW          | 15 | Viktor Fischer      |       | 60'   |
| FW          | 12 | Kasper Dolberg      |       | 75'   |
| MF          | 18 | Lukas Lerager       |       | 90+2' |
| Manager:    |    |                     |       |       |
| Åge Hareide |    |                     |       |       |

| GK               | 16 | Steve Mandanda     |  |     |
| RB               | 19 | Djibril Sidibé     |  |     |
| CB               | 4  | Raphaël Varane (c) |  |     |
| CB               | 3  | Presnel Kimpembe   |  |     |
| LB               | 21 | Lucas Hernández    |  | 50' |
| CM               | 13 | N'Golo Kanté       |  |     |
| CM               | 15 | Steven Nzonzi      |  |     |
| RW               | 11 | Ousmane Dembélé    |  | 78' |
| AM               | 7  | Antoine Griezmann  |  | 68' |
| LW               | 8  | Thomas Lemar       |  |     |
| CF               | 9  | Olivier Giroud     |  |     |
| Schimbări:       |    |                    |  |     |
| DF               | 22 | Benjamin Mendy     |  | 50' |
| FW               | 18 | Nabil Fekir        |  | 68' |
| FW               | 10 | Kylian Mbappé      |  | 78' |
| Manager:         |    |                    |  |     |
| Didier Deschamps |    |                    |  |     |

| Omul meciului: N'Golo Kanté (Franța) Arbitrii asistenți: Emerson de Carvalho (Brazilia) Marcelo Van Gasse (Brazilia) Al patrulea oficial: Gianluca Rocchi (Italia) Al cincelea oficial: Mauro Tonolini (Italia) Arbitru asistent video: Mauro Vigliano (Argentina) Arbitrii asistenți ai arbitrului video: Wilton Sampaio (Brazilia) Carlos Astroza (Chile) Tiago Martins (Portugalia) |

### Australia vs Peru
Cele doua echipe nu s-au mai întâlnit.
| Australia | 0–2    | Peru                      |
| --------- | ------ | ------------------------- |
|           | Report | Carrillo 18' Guerrero 50' |

| Australia | Peru |

| GK               | 1  | Mathew Ryan      |     |     |
| RB               | 19 | Josh Risdon      |     |     |
| CB               | 20 | Trent Sainsbury  |     |     |
| CB               | 5  | Mark Milligan    | 88' |     |
| LB               | 16 | Aziz Behich      |     |     |
| CM               | 15 | Mile Jedinak (c) | 10' |     |
| CM               | 13 | Aaron Mooy       |     |     |
| RW               | 7  | Mathew Leckie    |     |     |
| AM               | 23 | Tom Rogic        | 66' | 72' |
| LW               | 10 | Robbie Kruse     |     | 58' |
| CF               | 9  | Tomi Juric       |     | 53' |
| Schimbări:       |    |                  |     |     |
| FW               | 4  | Tim Cahill       |     | 53' |
| MF               | 17 | Daniel Arzani    | 60' | 58' |
| MF               | 22 | Jackson Irvine   |     | 72' |
| Manager:         |    |                  |     |     |
| Bert van Marwijk |    |                  |     |     |

| GK             | 1  | Pedro Gallese       |     |     |
| RB             | 17 | Luis Advíncula      |     |     |
| CB             | 15 | Christian Ramos     |     |     |
| CB             | 4  | Anderson Santamaría |     |     |
| LB             | 6  | Miguel Trauco       |     |     |
| CM             | 13 | Renato Tapia        |     | 63' |
| CM             | 19 | Yoshimar Yotún      | 45' | 46' |
| RW             | 18 | André Carrillo      |     | 79' |
| AM             | 8  | Christian Cueva     |     |     |
| LW             | 20 | Edison Flores       |     |     |
| CF             | 9  | Paolo Guerrero (c)  |     |     |
| Schimbări:     |    |                     |     |     |
| MF             | 23 | Pedro Aquino        |     | 46' |
| MF             | 7  | Paolo Hurtado       | 79' | 63' |
| MF             | 16 | Wilder Cartagena    |     | 79' |
| Manager:       |    |                     |     |     |
| Ricardo Gareca |    |                     |     |     |

| Omul meciului: André Carrillo (Peru) Arbitrii asistenți: Anton Averianov (Rusia) Tikhon Kalugin (Rusia) Al patrulea oficial: Ryuji Sato (Japonia) Al cincelea oficial: Toru Sagara (Japonia) Arbitru asistent video: Danny Makkelie (Olanda) Arbitrii asistenți ai arbitrului video: Jair Marrufo (Statele Unite) Mark Borsch (Germania) Bastian Dankert (Germania) |

## Disciplină
Puncte de fair-play, care sunt folosite ca tie-break în cazul în care înregistrările generale și cap-la-cap ale echipelor sunt egale, sunt calculate pe baza cartonașelor galbene și roșii primite în toate meciurile din grupă după cum urmează: 
- Primul cartonaș galben: minus 1 punct;
- Indirect cartonaș roșu (al doilea cartonaș galben): minus 3 puncte;
- Cartonaș roșu direct: minus 4 puncte;
- Cartonaș galben și un cartonaș roșu direct: minus 5 puncte;

Doar una dintre penalizările de mai sus se aplică unui jucător într-un singur meci.
| Echipa    | Meciul 1        | Meciul 1                               | Meciul 1      | Meciul 1                        | Meciul 2        | Meciul 2                               | Meciul 2      | Meciul 2                        | Meciul 3        | Meciul 3                               | Meciul 3      | Meciul 3                        | Puncte |
| Echipa    | Cartonaș galben | Cartonaș galben · Cartonaș galben-roșu | Cartonaș roșu | Cartonaș galben · Cartonaș roșu | Cartonaș galben | Cartonaș galben · Cartonaș galben-roșu | Cartonaș roșu | Cartonaș galben · Cartonaș roșu | Cartonaș galben | Cartonaș galben · Cartonaș galben-roșu | Cartonaș roșu | Cartonaș galben · Cartonaș roșu | Puncte |
| --------- | --------------- | -------------------------------------- | ------------- | ------------------------------- | --------------- | -------------------------------------- | ------------- | ------------------------------- | --------------- | -------------------------------------- | ------------- | ------------------------------- | ------ |
| Franța    | 1               |                                        |               |                                 | 2               |                                        |               |                                 |                 |                                        |               |                                 | −3     |
| Peru      | 1               |                                        |               |                                 | 2               |                                        |               |                                 | 2               |                                        |               |                                 | −5     |
| Danemarca | 2               |                                        |               |                                 | 2               |                                        |               |                                 | 1               |                                        |               |                                 | −5     |
| Australia | 3               |                                        |               |                                 |                 |                                        |               |                                 | 4               |                                        |               |                                 | −7     |

## Legături externe
- 2018 FIFA World Cup Grupa C Arhivat în 15 iunie 2018, la Wayback Machine., FIFA.com